# La Rochette (Charente)
La Rochette település Franciaországban, Charente megyében. Lakosainak száma 525 fő (2022. január 1.). La Rochette Agris, Coulgens, Jauldes, Les Pins és Val-de-Bonnieure községekkel határos.

## Népesség
A település népessége az elmúlt években az alábbi módon változott:
| Lakosok száma | 401  | 436  | 445  | 540  | 541  | 530  | 533  | 534  | 533  | 525  |
|               | 1968 | 1982 | 1990 | 2006 | 2013 | 2015 | 2017 | 2019 | 2020 | 2022 |